# Vlag van Sas van Gent

Vlag van Sas van Gent
(1962-2003)

Officieuze vlag van Sas van Gent
(1938-1962)

De vlag van Sas van Gent werd op 19 juli 1962 bij raadsbesluit vastgesteld als de gemeentelijke vlag van de Zeeuwse gemeente Sas van Gent. De beschrijving luidt: 
De broeking wit met een zwarte leeuw; de vlucht met 7 banen van rood en wit.
Opmerking: Sierksma beschrijft de vlag met twee even lange banen; andere bronnen geven een scheiding op 1/3 van de vlaglengte op.
De kleuren van de vlag zijn ontleend aan het gemeentewapen. De leeuw is ontleend aan het oude stadswapen van Sas van Gent; de drie witte banen stellen de drie kanaalarmen voor die de stad doorsnijden.
Op 1 januari 2003 ging de gemeente op in Terneuzen, waardoor de vlag als gemeentevlag kwam te vervallen.

## Eerdere vlag
Van 1938 tot 1962 voerde de gemeente officieus een vlag met drie banen van gelijke hoogte van groen, wit en groen, met in de broektop het gemeentewapen.

## Verwante afbeeldingen

Het oude stadswapen van Sas van Gent (1644)
Het eerste gemeentewapen van Sas van Gent (1817-1971)
Vlag volgens Sierksma

Aardenburg 
· Arnemuiden 
· Axel 
· Baarland 
· Biervliet 
· Biggekerke 
· Borssele 
· Breskens 
· Brouwershaven 
· Bruinisse 
· Burgh 
· Domburg 
· Dreischor 
· Driewegen 
· Duiveland 
· Ellewoutsdijk 
· 's-Gravenpolder 
· Groede 
· Haamstede 
· 's-Heer Abtskerke 
· 's-Heer Arendskerke 
· Hoedekenskerke 
· Hontenisse 
· IJzendijke 
· Kloetinge 
· Kortgene 
· Koudekerke 
· Krabbendijke 
· Kruiningen 
· Mariekerke 
· Meliskerke 
· Middenschouwen 
· Nieuw- en Sint Joosland 
· Nisse 
· Noordgouwe 
· Oostburg 
· Oostkapelle 
· Oud-Vossemeer 
· Oudelande 
· Ovezande 
· Poortvliet 
· Retranchement 
· Rilland-Bath 
· Ritthem 
· Sas van Gent 
· Scherpenisse 
· Schoondijke 
· Sint-Annaland 
· Sint Jansteen 
· Sint-Maartensdijk 
· Sint Philipsland 
· Sluis 
· Sluis-Aardenburg 
· Stavenisse 
· Valkenisse 
· Vogelwaarde 
· Waarde 
· Waterlandkerkje 
· Wemeldinge 
· Westdorpe 
· Westerschouwen 
· Westkapelle 
· Wissenkerke 
· Wolphaartsdijk 
· Zaamslag 
· Zierikzee 
· Zuiddorpe 
· Zuidzande